# Gmina Resen
Gmina Resen (mac. Општина Ресен) – gmina miejska w południowo-zachodniej Macedonii Północnej.
Graniczy z gminami: Ochryda od zachodu, Demir Hisar i Bitola od wschodu oraz z Albanią i Grecją od południa.
Skład etniczny
- 76,07% – Macedończycy
- 9,13% – Albańczycy
- 9,1% – Turcy
- 1,09% – Romowie
- 4,61% – pozostali

W skład gminy wchodzą:
- miasto: Resen;
- 43 wsie: Arwati, Asamati, Bołno, Brajczino, Carew Dwor, Dołna Beła Crkwa, Dołno Dupeni, Dołno Perowo, Drmeni, Ewła, Ezerani, Gorna Beła Crkwa, Gorno Dupeni, Gorno Kruszje, Grnczari, Ilino, Izbiszta, Jankowec, Końsko, Kozjak, Krani, Kriweni, Kurbinowo, Ławci, Łeskoec, Lewa Reka, Ljubojno, Nakołec, Oteszewo, Petrino, Podmoczani, Pokrwenik, Preljubje, Pretor, Rajca, Sliwnica, Sopotsko, Steńe, Stipona, Sztrbowo, Szurlenci, Wołkoderi, Złatari.